# مانويل كاستيلانو
مانويل كاستيلانو (بالإسبانية: Manuel Castellano)‏ هو رسام ومصور إسباني، ولد في 3 فبراير 1826 في مدريد في إسبانيا، وتوفي بنفس المكان في 3 أبريل 1880.